# Xã Davis, Quận Caldwell, Missouri
Xã Davis (tiếng Anh: Davis Township) là một xã thuộc quận Caldwell, tiểu bang Missouri, Hoa Kỳ. Năm 2010, dân số của xã này là 1.219 người.